# Ivan Milošević
Ivan Milošević (in serbo Ивaн Mилoшeвић?; Čačak, 3 novembre 1984) è un ex calciatore serbo, di ruolo difensore.

## Caratteristiche tecniche
È un difensore centrale.